# Messier 108
Messier 108 (také M108 nebo NGC 3556) je z boku viděná spirální galaxie v souhvězdí Velké medvědice. Objevil ji Pierre Méchain 19. února 1781. Od Země je vzdálená přibližně 31 milionů světelných let
a je osamělým členem
skupiny galaxií Velká medvědice, která je součástí Místní nadkupy galaxií.

## Pozorování

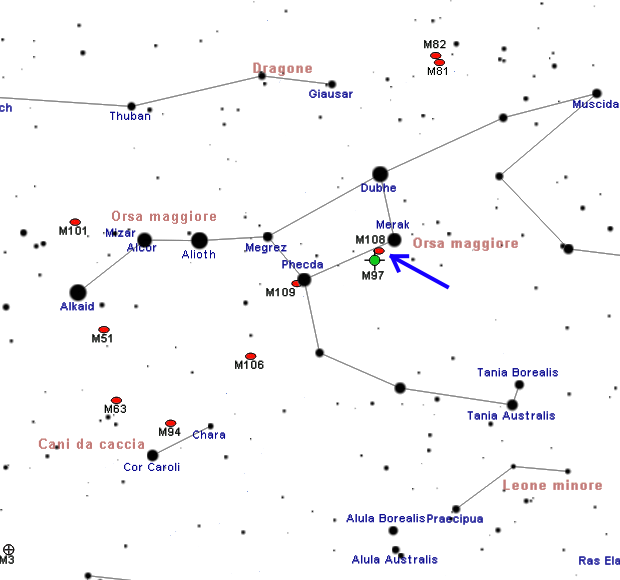
Poloha M 108 v souhvězdí Velké medvědice

M108 je za příznivých podmínek pod průzračnou tmavou oblohou viditelná i triedrem. Její nalezení na obloze velmi usnadňuje blízká hvězda Merak (β UMa), která je součástí známého asterismu s názvem Velký vůz. Spojnice hvězd Merak a Dubhe (α UMa) ukazuje směr k Polárce. Galaxie M108 leží 1,5° jihovýchodně od hvězdy Merak.
V malém dalekohledu o průměru 60 mm je galaxie viditelná jako vřeteno velmi protažené od východu na západ, zatímco při průměru 150 mm je již možné sledovat některá její nejjasnější zhuštění. V obou případech však galaxie málo vystupuje z oblohy na pozadí. Největší nepravidelnosti a také nejvýraznější část vřetena se nachází na východní straně galaxie.
M108 má velkou severní deklinaci, proto je na velké části severní polokoule cirkumpolární, a to v celé Evropě a severní Americe. Naopak na jižní polokouli je viditelná pouze do nižších středních zeměpisných šířek mírného pásu blízko obratníku Kozoroha. Nejvhodnější období pro její pozorování na večerní obloze je od ledna do srpna.
48′ jihovýchodně od galaxie leží planetární mlhovina M97 a při malém zvětšení se oba tyto objekty vejdou do zorného pole dalekohledu.

## Historie pozorování

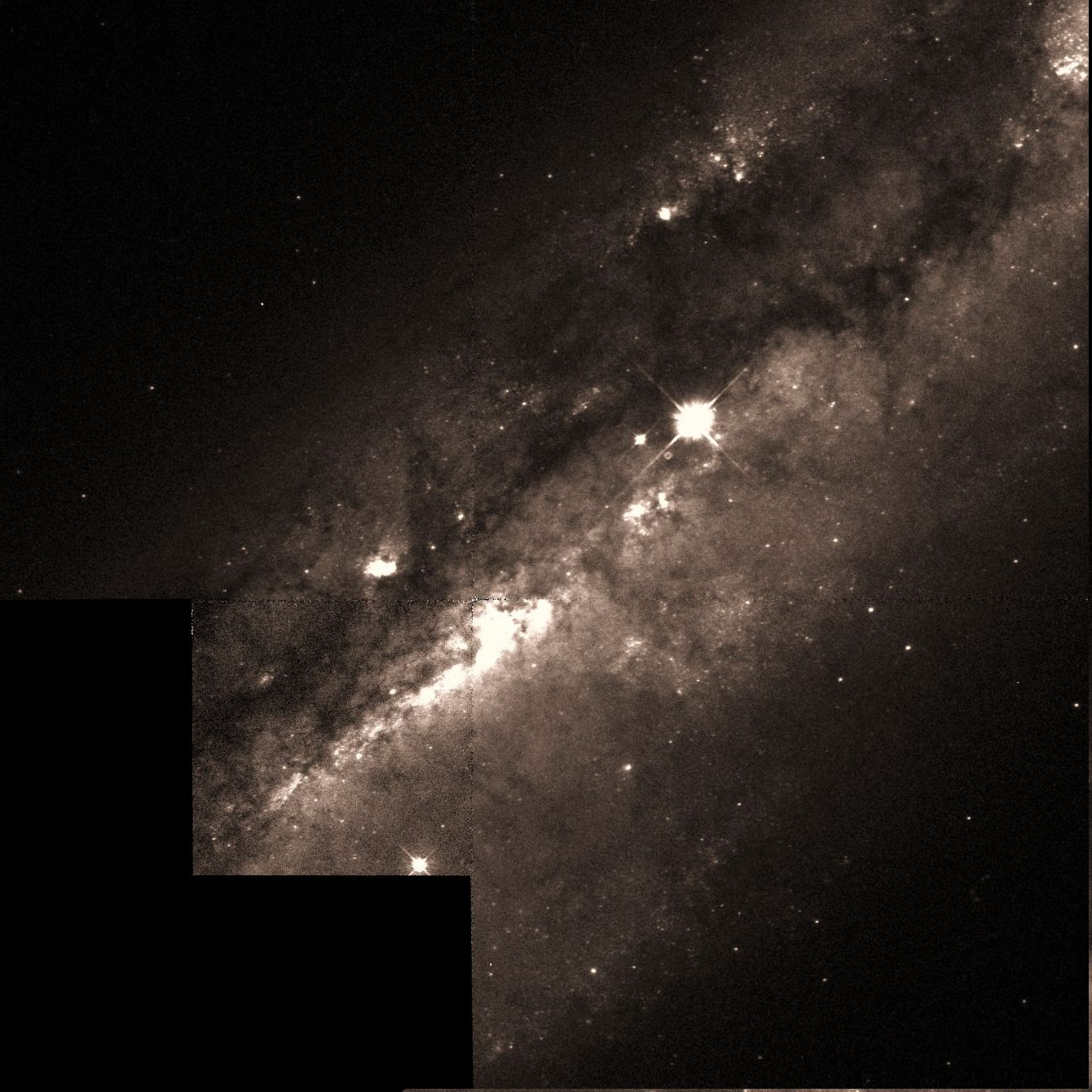
Podrobný snímek středu galaxie M108 z Hubbleova vesmírného dalekohledu

Galaxii objevil Pierre Méchain 19. února 1781 a popsal ji jako mlhovinu blízko β Ursae Majoris. Tři dny předem objevil také Soví mlhovinu. Tuto mlhovinu o měsíc později pozoroval i Charles Messier, změřil její pozici a zapsal ji do svého katalogu jako M97. Pozoroval i dvě blízké galaxie (označované M108 a M109), také je zapsal do rukopisu katalogu jako položky číslo 98 a 99, ale nezměřil jejich pozici, takže v konečném vydání katalogu pod těmito čísly vystupují jiné objekty. Tuto galaxii do Messierova katalogu přidal pod označením M108 až v roce 1953 Owen Gingerich. Vzhledem k tomu, že Méchain ani Messier svůj objev nezveřejnili, 17. dubna 1789 ji nezávisle spoluobjevil William Herschel.

## Vlastnosti
M108 je od Země vzdálená přibližně 31 milionů světelných let (dřívější odhady určovaly její vzdálenost na 45 milionů světelných let). Je to spirální galaxie viděná téměř přesně z boku - její osa je při pohledu ze Země odkloněná o 81°. Její ramena jsou silně zastíněna rozsáhlými soustavami temných mlhovin a mezihvězdného prachu a kvůli nim není vidět ani její galaktické jádro. V galaxii bylo rozeznáno i několik HII oblastí, ve kterých probíhá tvorba hvězd. Galaxie má odhadovanou hmotnost 125 miliard hmotností Slunce a obsahuje zhruba 290 ± 80 kulových hvězdokup.
Obří černá díra uprostřed galaxie má odhadovanou hmotnost 24 milionů hmotností Slunce.
Rentgenové spektrum zdroje v jádře galaxie se podobá záření aktivního galaktického jádra, ale průzkum pomocí Spitzerova vesmírného dalekohledu nenašel známky její činnosti.
V této galaxii byla objevena jediná supernova SN 1969B, která byla typu II a 23. ledna 1969 dosáhla magnitudy 13,9.

### Knihy
- O'MEARA, Stephen James. Deep Sky Companions: The Messier Objects. New York: Cambridge University Press, 1998. Dostupné online. ISBN 0-521-55332-6. (anglicky)

### Mapy hvězdné oblohy
- Toshimi Taki. Taki's 8.5 Magnitude Star Atlas [online]. 2005 [cit. 2018-01-30]. Dostupné v archivu pořízeném dne 2018-11-05. (anglicky) - Atlas hvězdné oblohy volně stažitelný ve formátu PDF.
- TIRION; RAPPAPORT; LOVI. Uranometria 2000.0 - Volume I - The Northern Hemisphere to -6°. Richmond, Virginia, USA: Willmann-Bell, inc., 1987. Dostupné online. ISBN 0-943396-14-X.
- TIRION; SINNOTT. Sky Atlas 2000.0. 2. vyd. Cambridge, USA: Cambridge University Press, 1998. ISBN 0-933346-90-5.
- TIRION. The Cambridge Star Atlas 2000.0. 3. vyd. Cambridge, USA: Cambridge University Press, 2001. Dostupné online. ISBN 0-521-80084-6.